# Rondinella Impruneta 2000-2001
Questa pagina raccoglie le informazioni riguardanti la Rondinella Impruneta nelle competizioni ufficiali della stagione 2000-2001.

## Rosa
| N. |                   | Ruolo | Calciatore          |
| -- | ----------------- | ----- | ------------------- |
|    | Italia (bandiera) | C     | Ramon Aiana         |
|    | Italia (bandiera) | D     | Andrea Barzagli     |
|    | Italia (bandiera) | C     | Marco Benci         |
|    | Italia (bandiera) | P     | Emiliano Betti      |
|    | Italia (bandiera) | C     | Marco Bicchierai    |
|    | Italia (bandiera) | D     | Federico Buzzi      |
|    | Italia (bandiera) | C     | Luca Campanile      |
|    | Italia (bandiera) | P     | Stefano Ciucci      |
|    | Italia (bandiera) | D     | Lorenzo Colacchioni |
|    | Italia (bandiera) | C     | Andrea Consumi      |
|    | Italia (bandiera) | A     | Mirco Di Fiandra    |
|    | Italia (bandiera) | C     | Michele Fusi        |
|    | Italia (bandiera) | D     | Andrea Galeotti     |
|    | Italia (bandiera) | D     | Mirko Garaffoni     |

| N. |                   | Ruolo | Calciatore             |
| -- | ----------------- | ----- | ---------------------- |
|    | Italia (bandiera) | C     | Gherardo Giberti       |
|    | Italia (bandiera) | C     | Marco Giornali         |
|    | Italia (bandiera) | D     | Filippo Giovagnoli     |
|    | Italia (bandiera) | C     | Milo Losi              |
|    | Italia (bandiera) | A     | Salvatore Mastronunzio |
|    | Italia (bandiera) | C     | Stefano Menchini       |
|    | Italia (bandiera) | C     | Francesco Moncarelli   |
|    | Italia (bandiera) | C     | Gaetano Perrela        |
|    | Italia (bandiera) | D     | Riccardo Rocchini      |
|    | Italia (bandiera) | A     | Marcello Sansonetti    |
|    | Italia (bandiera) | A     | Gabriele Scandurra     |
|    | Italia (bandiera) | D     | Federico Scozzi        |
|    | Italia (bandiera) | A     | Francesco Tavano       |